# Vladimír Čech
Vladimír Čech (6. července 1951 Praha – 22. března 2013 Praha) byl český herec, moderátor a politik, syn moderátorky Hedy Čechové a herce Vladimíra Čecha.

## Život

### Divadelní angažmá
Po absolvování Gymnázia Na Zatlance vystudoval v roce 1977 pražskou DAMU, obor herectví a následně hrál v Divadle Petra Bezruče v Ostravě, ve Slezském divadle v Opavě, Státním divadle Ostrava, v Těšínském divadle v Českém Těšíně, Státním divadle Oldřicha Stibora v Olomouci nebo ve Východočeském divadle Pardubice. V letech 1990–1992 působil jako poslanec České národní rady. Mezitím hostoval v pražském Činoherním klubu, pak hrál v Činoherním studiu v Ústí nad Labem, pražském Divadle Rokoko a Středočeském divadle Kladno. Od roku 1999 byl hercem na volné noze. V roce 2006 se stal členem souboru Městských divadel pražských.
Měl za sebou již desítky divadelních rolí, objevil se např. jako Vavřena ve Filozofské historii, Edmund v Králi Learovi, Merkucio v Romeovi a Julii, Hamlet, Antonio ve hře Antonius a Kleopatra, Jiří ve hře Kdo se bojí Virginie Woolfové?, Jago v Othellovi a v mnoha dalších. V Městských divadlech pražských vytvořil role Karenina v Anně Karenině, hraběte Glostera v Králi Learovi, José Arcadia Buendii ve Sto roků samoty a hrál tu i v mnoha dalších inscenacích.

### Televize a film
Do povědomí široké veřejnosti se dostal především jako moderátor soutěže Chcete být milionářem?, kde působil až do září roku 2003. Do roku 2005 moderoval T-Mobile Renta, později se pravidelně objevoval v rádiu Blaník v povídání S Čechem po Čechách a od května 2010 uváděl na Českém rozhlasu Pardubice pořad Pardubická ohlédnutí. V roce 2008 pro Českou televizi natočil dokumentární seriál Na vrcholky hor s Vladimírem Čechem; s ČT spolupracoval také jako moderátor pořadu pro seniory Barvy života.
Působil též v dabingu; je známý namluvením titulní postavy v kresleném seriálu i filmech o Garfieldovi.
V letech 2001, 2002 a 2003 byl zvolen nejoblíbenějším moderátorem soutěží v televizní anketě TýTý.

### Politická kariéra
Po Sametové revoluci roku 1989 spoluzakládal Občanské fórum. V letech 1990 až 1992 byl poslancem České národní rady.

## Osobní a rodinný život

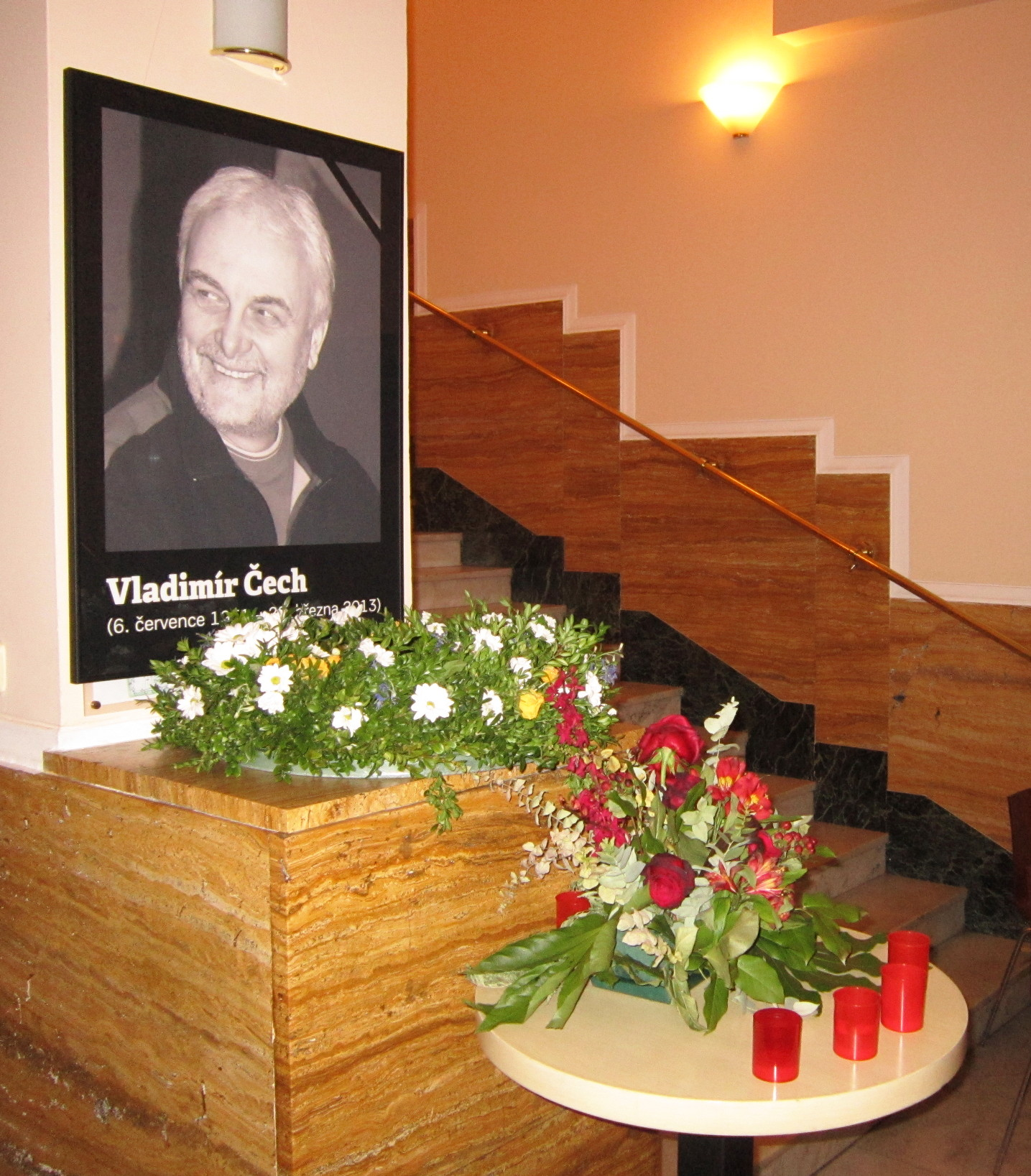
Vzpomínka na Vladimíra Čecha ve foyer Divadla ABC, březen 2013

Vladimír Čech byl dvakrát ženatý, měl dva syny a dvě dcery. „To, že mám čtyři děti, možná nejvíce souvisí s tím, že jsem jedináček. Že jsem vyrůstal sám a že jsem si strašně přál sourozence," řekl Čech.
Zemřel dne 22. března 2013 po dlouhé nemoci, Lynchově syndromu, ke kterému se přidal zápal plic.

## Český dabing
- Sexuální praktiky pozemšťanů, 1999
- Den Poté (The Day After Tomorrow), 2004
- Konference ve Wannsee (film), 2003
- seriál Medicopter 117 – pilot Thomas Wächter
- Piráti z Karibiku: Na vlnách podivna (2011) - černovous (Ian McShane)
- Putování s pravěkými monstry – život před dinosaury, 2005, dabováno 2008
- Van Helsing - drákula
- Nespoutaný Anděl
- Vraždící stroje: Pravda o dinosaurech zabijácích, díl 1. a 2., 2005, dabováno 2008
- Garfield a přátelé (2 série televizního animovaného seriálu)
- Garfield ve filmu (Garfield: The Movie), 2004[5]
- Garfield 2 (Garfield's A Tale of Two Kitties), 2006[6]
- Garfield šokuje (Garfield Gets Real), 2007 (animovaný CGI film)[7]
- Chůva k pohledání (The Nanny), 1993–1999
- Milionář z chatrče (Slumdog Millionaire), 2008 – Prem Kumar
- Průměrňákovi (The Middle), 1. a 2. série, 2009–2010
- 102 dalmatinů (102 Dalmatians), 2000
- Myšák Stuart Little (Stuart Little), 1999
- Pátek třináctého 8 (Friday the 13th Part VIII: Jason Takes Manhattan), 1989